# 中国岩黄耆
中国岩黄耆（学名：Hedysarum chinense）为豆科岩黄耆属下的一个种。